# Сасів
Са́сів — село в Україні у Золочівському районі Львівської області. Колишній орган місцевого самоврядування — Сасівська сільська рада, якій були підпорядковані села Ушня, Побіч, Гутище, Бір, Грабово, Папірня, Пісок, Хомець. Населення становить 761 особа.

## Географія
Розташоване за 8 км на північ від м. Золочів, на роздоріжжі Золочів — Броди та Золочів — Колтів, на лівому березі р. Західний Буг.
Село розташоване між трьома горами — Сторожихою, Святою Горою та Городиськом. На першому пагорбі стояла сторожова вежа, на другій — церква, на третій — замок. До наших часів збереглася легенда про трьох велетнів, кожен з яких жив на своїй горі. Якось один з велетнів побачив землероба і взяв його в долоні ближче роздивитися. Прийшла дружина землероба, побачила, що робота не зроблена, чоловіка немає і промовила: «Щоб ти в землю провалився». І провалився чоловік під землю разом з житлом велетня.

## Історія

### Село Комарів— попередник Сасова
Комарів — село над Бугом, яке руський воєвода Іван Данилович 1615 року перетворив на містечко Сасів. В історичних джерелах XV—XVI століття воно згадується як «Komarov», «Comorov», «Kamarov».
Найдавнішою згадкою про Комарів на нинішній час можна вважати 15 жовтня 1439 року, коли польський король Владислав III Варненчик записав 20 гривень шляхтичу Олехнові на селі Комарів, розташованому в Олеському повіті Львівської землі.
Із королівської грамоти випливає, що після приєднання земель Олеського повіту до Польського королівства у 1432 році село Комарів не було передане разом з більшістю поселень у користування Яну Сененському, а залишалося королівською власністю. Саме тому король Владислав III Варненчик передав Комарів у користування особі, що відзначилися на королівській службі. Кінцевим терміном такого користування мала бути виплата королем 20 гривень особі, на яку вони були записані. 
Шляхтич Олехно —  це «землянин» (шляхтич) Олехно Черемоськиий, тобто військовий службовець Олеського замку, власник сусіднього села Черемошня. Особа з таким іменем і прізвищем згадується серед шляхтичів-землян Олеського замку, які у 1431—1432 роках брали участь в антипольському повстанні під проводом Олеського старости Івашка Рогатинського (Богдана Рогатинського). Цілком ймовірно, що Олехно Черемоськиий присягнув на вірність королю Ягайлу і йому було повернене право на володіння селом Черемошнею. А згодом — передане у користування село Комарів.
У 1440-х — початку 1450-х років Олехно Черемоський виступає не лише як дідич села Черемошня, але й як посідач королівських сіл Комарів і Ушня.
У 1452 році орендарем Комарова, як і Ушні, виступає львівський міщанин і райця Матвій Снятин. Проте численні судові суперечки між Олехном Черемоським і Матвієм Снятином з різних господарських і фінансових питань свідчать не лише про складні сусідські відносини, але й намагання Олехна Черемоського повернути свій вплив на сусідні села. За записом у переліку королівських маєтностей від 1469 року дізнаємося, що село Комарів перебувало у заставі Богдана Олехновича з Черемошні. На Комарів було записано спочатку 60, а згодом ще 20 гривень.
У 1515 році Комарів вже не королівський маєток, а власність галицького підкоморія, а згодом львівського хорунжого Фридерика Гербурта (Фредруша), котрий особливо відзначився у боротьбі з татарами. Фредруш успадкував частину Олеських маєтків, одружившись з Анною — донькою Петра Сененського. На той час в Комарові нараховувалося 3 лани (близько 60 га) оброблюваної землі, з якої сплачувався податок.
Назва «Комарів» зберігалася тривалий час навіть після того, як воєвода руський Іван Данилович перетворив село Комарів на містечко з новою назвою «Сасів» (1615). Саме Комарів фігурує у судових актах 1649 року як власність Теофілії Собеської — доньки Івана Даниловича. Представники Комарова Місько і Панько Дубичі присягали Теофілії Собеській, що через поневолення і вимирання людей, спустошення цілого села «не могли жодних поборів (податків) вибрати».

### Містечко Сасів
Містечко Сасів було засновано руським воєводою Іваном Даниловичем — власником Олеського замку — після його прохання та дозволу польського короля Сигізмунда III Вази у 1615 році на місці села Комарове. Статус містечка Сасів здобув разом із грамотою на заснування, а разом із тим дозвіл на проведення ярмарків 3 рази на рік, торги кожної середи та суботи, мешканці були звільнені від податку на 4 роки. Містечко містилося на торговельному шляху, і купці, що їхали через нього, мали не проїжджати повз, а обов'язково зупинятися тут, тим самим розвиваючи економіку Сасова.
Назва Сасів походить від назви родинного герба Сас князів Даниловичів, представником якого був Іван Данилович. Саксонська версія походження слова «сас» малологічно пов'язана з руським воєводою, дослідники більш схиляються перед версією від скорочення імені Сасоній[джерело?].
Станіслав Данилович був останнім нащадком славного руського роду, він загинув у татарському полоні у 1636 році. Після цього Сасів перейшов у володіння Собеських через шлюб Теофілії Данилович, яка стала другою дружиною Якуба Собеського. 1637 року війтом Сасова став Себастян Буйновський.
Містечко швидко досягло економічно-торговельного розквіту. 1648 року Сасів оточили татарські загони, король Ян Казимир розбив їх і звільнив місто з облоги.
У 1675 році війська кримського хана Хаджі II Ґерая напали на Сасів. Місто та замок були спалені, багато мешканців було вбито. Після цього нападу покровителем містечка став сам король Ян III Собеський, який частенько разом зі своєю коханою дружиною Марисенькою любив полювати в сасівських лісах. Наказом короля тут було заборонено військовим квартируватися, а будь-яка скарга від мешканців на військових розглядалася в суді і часто закінчувалася покаранням винних.
У 1682 році Сасів втратив статус містечка і разом із ним й Магдебурзьке право. Сасів був у власності роду Собеських доти, доки донька Якуба — Марія-Кароліна — не продала маєтності польському магнату Радзивіллу, а від нього містечко перейшло у власність Стаженських.
Справжнє друге життя Сасів здобув у XIX столітті, коли став відомим на всю Австрійську імперію своїми курортами та водолікувальною лікарнею. Яскравий приклад того, що, якщо хочеш заробляти гроші, треба перетворюючи ідею на справу, кропітко її виконати. В Сасові не було лікувальних мінеральних чи інших цілющих вод, але сасівські курорти лікували більше своїм повітрям та атмосферою.
За літній сезон водолікарня приймала 300—400 осіб, і це на трьох лікарів. Хоча варто зазначити, що тут більше відпочивали, ніж лікувалися. Золочівська шляхта приїжджала з міста на вечори та концерти, які проходили у палацовій залі.
Річка Буг утворювала в околицях Сасова своїми розгалуженими рукавами острівці, які сполучалися один з одним місточками. На острівцях була споруджена лікарня, будиночки для пацієнтів, які прогулювалися зеленою зоною відпочинку, милуючись краєвидами, а на березі великого водосховища був палац. Цей гідропарк був закладений графом Стаженським. Цісар Франц Йосиф I під час своєї мандрівки Галичиною мав саме в Сасові стати хрещеним батьком сина Стаженського. Але через те, що будівництво парку не було закінчено до приїзду цісаря, хрестини відбулися не в Сасові, а у Львові.
Курорт занепав, причиною тому стала перша світова війна. Парк під час війни був знищений танками.
Після Стаженських власником Сасова був Миколай Торосевич, згодом поляки французького походження з родини Вів'єн.
З середини XIX століття Сасів стає виробником паперу, причому продукція експортувався з сасівської фабрики до Німеччини, Франції, Росії та Туреччини. Львів купував Сасівський папір не з фабрики, а у віденських посередників, які різали, пакували та ставили віденську або французьку марку. У 1915 році Сасівську папірню було спалено, а сама фабрика остаточно була зруйнована під час другої світової війни радянськими військами. Залишки фундаментів Сасівської папірні можна побачити ще й тепер. Працівники зруйнованої фабрики утворили хутір поблизу Сасова й надали йому назву Папірня, тепер — це окреме село.

### Руська народна читальня
2 листопада 1890 року у в хаті міщанина Андрія Сидорчука відбулося урочисте відкриття «Руської народної читальні».  До складу керівних органів читальні були обрані о. Антін Захарієсевич (голова виділу), Михайло Голубовський (заступник), Григорій Гиличинський (секретар), Ем. Березович (касир), Іван Сидорчук (бібліотекар). Василь Кармазин та Йосиф Черкавський (заступники виділових). 
На урочистості прибули делегації з  села Ясенів на чолі з о. Тарнавський і з сусідніх Жулич на чолі з о. Комарянським і вчителем Заруцьким, а також о. Бахталовський з Ушні,  римо-католицькі священики Порембський nf Стахурський. Закликаючи мешканців Сасова до активної участі в житті руської (української) народної читальні, о. Тарнавський особливо наголосив, що читальня веде до  просвіти, тверезості і ощадності, вона «як те сонце, що присвічує чоловікови дорогу або стежку».

### Єврейська громада
Євреї у Сасові мешкали ще з часу його заснування. 1637 року в містечку, неподалік синагоги, створений єврейський цвинтар. 1726 року тогочасний власник міста Сасова — магнат Якуб Людвік Собеський — син спочилого на той час польського короля Яна III Собеського, надав привілей, яким дозволив сасівським Євреям відкривати власні корчми, вільно торгувати різним крамом; громадські будівлі, що були у власності єврейської громади, звільнялися від сплати податків. 
Наприкінці XVIII століття раббіном Мойше Йегуда Лейб Ербліхом, вихідцем з Олеської династії, у Сасові заснований хасидський двір. Досі хасиди шанують пам’ять сасівського рабина Моше Лейба, який уславився як каббаліст — послідовник духовного містично-філософського вчення. Основними видами зайнятості євреїв у ХІХ—початку ХХ століття були виготовлення свічок та мережив (так звана «іспанська робота»). Мереживо широко застосовувався в оформленні одягу, що використовувався для здійснення євреями релігійних обрядів. Від 1906 року у Сасосі діяло відділення єврейської соціал-демократичної робітничої партії «Поалей-Ціон», 1908 року в селі функціювало училище на 102 учні, що фінансувалося благодійним фондом імені барона Моріса де Гірша. У 1920—1930-х роках в Сасові діяли відділення різних єврейських партій та організацій.
2 липня 1941 року Сасів окупований військами Вермахту. В перші дні окупації загинуло 22 євреї. Згодом окупаційною владою в Сасові був створений табір примусової праці для євреїв. Тут утримувалося близько 250 осіб, яких використовували для робіт у каменоломні неподалік села, що належала фірмі Радебойля. Жіноча частина табору функціонувала від серпня 1941 року до липня 1943 року, а чоловіча — від листопада 1941 року до липень 1943 року. У липні 1943 року табір ліквідований, всі в'язні були розстріляні, а бараки — спалені. Близько 100 євреїв було депортовано до табору смерті поблизу польського села Белжець. Під час німецької окупації був повністю знищений єврейський цвинтар.

### Радянський період (1944—1991)
Рішенням виконавчого комітету Львівської обласної Ради від 21 грудня 1957 року Сасів (Олеського р-ну) визнано селом, у зв'язку з чим його виключено з числа селищ міського типу. 
На околиці Сасова розташований центр космічних досліджень та зв'язку Національного центру управління та випробувань космічних засобів Державного космічного агентства України.

## Відомі люди
- Гнатюк Михайло — командир будівельної сотні Легіону УСС.
- Карл Саган  — астрофізик.
- Кармазін Олександр Іванович — український державний діяч. Депутат Верховної Ради УРСР 1-го скликання.
- Францішек Стронський (1803—1865) — професор філософії, директор бібліотеки Львівського та Краківського університетів, радник австрійського цісаря.[13]
- Раббі Моше-Лейб Ербліх (1745, м. Броди — 1807, с. Сасів) — видатний хасидський цадик, сасівський ребе. Народився у Бродах, навчався у Нікольсбурзі і був головою рабинського суду містечка Сасова. Ербліх вважав головним завданням надавати допомогу і захист хворим та бідним, заступатися за слабких і грішних людей перед Богом. Похований у Сасові.[14] Директор «Єврейського відродження» і Центру дослідження юдаїки Мейлах Шейхет сприяв відновленню могили раббі Моше-Лейба із Сасова та будівництву шатра на місці його поховання у Сасові. У шатрі встановлено дві пам'ятні плити. На білих піщаних плитах вирізблені імена цадика і раббі Йегуди Меіра бен Рафаеля — його батька.[12]

## Пам'ятки

### Замок
Зараз на горі Городисько немає жодних натяків на рештки колись існуючого там замку, окрім залишків валів. Ще до другої світової війни рештки замку — декілька камінчиків — існували. Проводилися також дослідження польськими археологами, на жаль, вибух війни все припинив.

### Костел Різдва святого Йоана Хрестителя
У 1628 році у Комарові було споруджено дерев'яний костел за кошти Івана Даниловича, 27 вересня 1631 року засновано тут парафію. Оскільки костел був дерев'яним, то під впливом природних явищ (дощ, сніг, вітер) будівля святині потрохи почала просідати, дах протікати, підлоги прогнили, тобто знаходився у жахливому, аварійному стані та існувала ймовірність його завалення, тому 1693 року було збудовано другий дерев'яний храм за кошти польського короля Яна III Собеського. 6 липня 1766 року архієпископ Вацлав Сераковський консекрував святиню під час візитації до парафії. За тих 100 років, що костел був у використанні, будівля святині потребувала значного ремонту. Тоді було вирішено будувати новий, камінний костел. Так упродовж 1864—1868 років коштом графа Вацлава Баворовського, Ф. Крегшабера та парафіян, у Сасові був споруджений мурований костел у стилі неоготики, який освятили 1873 року. У 1888—1893 роках святиню було відновлено за кошти вірних та графа Вацлава Баворовського після суттєвих руйнувань, завданих пожежею 28 липня 1887 року. Останнім парохом був отець Антоній Венсецький, який у 1946 році разом з деякими польськими родинами виїхав до Польщі. За радянських часів, від 1946 року в приміщенні костелу були почергово майстерня та склад і лише 2003 року почалося відновлення святині. 26 червня 2004 року єпископ Мар'ян Бучек відправив першу Службу Божу у відновленому храмі. Нині Сасів обслуговують дієцезіальні священики з парафії Успіння Пресвятої Діви Марії у Золочеві. Тепер лише на свята костел відчиняє для парафіян свої двері. До другої світової війни тут зберігалась срібна дарохранильниця в позолоті з гербом Собеських, теперішнє її місце перебування невідоме. Нині тут зберігається голова фіґури Іоанна Хрестителя.

### Миколаївська церква
На одвірках церкви зазначено дату «1731», яку і вважають датою спорудження, хоча деякі джерела датують її XV століттям.
До нас дійшов переказ. В місті була юдейська громада, звісно, що євреї мешкали по сусідству один з одним. Церква стояла тоді на Леваді над Бугом. Якось зайнялася велика пожежа в єврейському кварталі. Тоді один єврей побіг під церкву святого Миколая молитися про врятування своєї хати. Всі будинки згоріли, а його лишився цілим. Дивними залишаються й ті факти, що дерев'яна церква лишилася неушкодженою під час пожежі 1887 року, а також першої та другої світової війни, за часів СРСР церква залишалася діючою. Можливо, і справедливо тоді припустити, всупереч думкам дослідника Драгана, про те що не змогла б зберегтися до наших часів церква споруджена у XV столітті.
Як вже зазначалося раніше, церква стояла на Леваді, в передмісті Сасова. Вона була при жіночому монастирі. В середині XVIII століття церкву перенесли в центр міста, а за розпорядженням єпископа Льва Шептицького у 1759 році монастир був закритий, будівлі продані за 2 тис. злотих, монахині були переведені в Словіту. Після свого перенесення церква набула барокові багатогранні бані. Інтер'єр церкви прикрашає семиярусний іконостас, виготовлений до другої половини XVII століття. Ікони вражають своєю майстерністю — «Втеча до Єгипту», «Христос і Самарянка», «Георгій-змієборець» датуються 1681 роком, «Перенесення мощей св. Миколая» датується 1685 роком. Вони не були перемальовані. Дослідники вважають, що вони належать пензлю Івана Рутковича з Білого Каменю або його дуже талановитого сучасника. У 1977 році стан іконостасу був дуже незадовільний, науково-реставраційна виробнича майстерня зі Львова розпочала реставраційні роботи.
1910 року стару дерев'яну дзвіницю розібрано, а на її місці споруджено нову — муровану. У 1963 році Миколаївську церкву було внесено до реєстру пам'яток архітектури. Після цього куполи та опасання були перекриті бляхою.
З XVIII століття й до 1944 року церква була дочірньою, головною службою був Преображенський храм. Після того як головну церкву було зруйновано, служіння велися в церкві святого Миколая та костелі. В середині 1960-х років храм був закритий. Від 1990 року церква належить місцевій греко-католицькій парафії.

## Пам'ятки природи
Сасівська — ботанічна пам'ятка природи місцевого значення.

## Дитячий відпочинковий табір «Сокіл»
У селі функціонує єдиний у районі дитячий позаміський заклад відпочинку «Сокіл» комунальної власності, що належить Золочівській районній раді. Він належить до категорії позаміських закладів оздоровлення та відпочинку.